# Everton Football Club (féminines)
Maillots
Actualités
La section féminine d'Everton Football Club est un club féminin anglais de football. L'équipe évolue à domicile au Goodison Park.

## Histoire
Le Hoylake WFC est fondé en 1983. Le club fusionne ensuite avec le Dolphins YC et devient le Leasowe Pacific. Le club est renommé Everton LFC en 1995.
En 1998, les Toffees terminent le championnat avec une seule défaite au compteur et créent l'exploit en décrochant le trophée devant Arsenal.
En 2005, le club perd 1-0 en finale de FA Cup face à Charlton.
Grâce à la victoire d'Arsenal en Coupe UEFA lors de la saison 2006-2007 et la seconde place d'Everton en championnat, elles sont qualifiées pour la compétition pour la saison 2007-2008.
En 2008, Everton domine enfin Arsenal en battant les Gunners 1-0 en finale de League Cup. Le club londonien prendra sa revanche lors du Community Shield (1-0). En 2010, les Toffees rééditent l'exploit, cette fois-ci en FA Cup. Arsenal revient deux fois au score pour arracher la prolongation, mais Everton inscrit un troisième but synonyme de trophée.
Le club termine dauphin d'Arsenal en championnat pendant cinq saisons consécutives, entre 2006 et 2010.
Après un passage en deuxième division, Everton retrouve l'élite en 2017. Le club termine généralement dans le ventre mou du classement pendant les saisons suivantes.
Le 24 mars 2023, Everton dispute le derby du Merseyside face à Liverpool pour la première fois à Goodison Park, rassemblant plus de 22 000 spectateurs.
En 2025, alors que la section masculine quitte son stade historique de Goodison Park, la section féminine récupère l'enceinte.

## Palmarès
- Championnat d'Angleterre : 
  - Champion (1) : 1997-1998

- Coupe d'Angleterre : 
  - Vainqueur (2) : 1988-1989 (sous le nom Leasowe Pacific) et 2009-2010

- Coupe de la Ligue anglaise : 
  - Vainqueur (1) : 2007-2008